# Pinetree Line

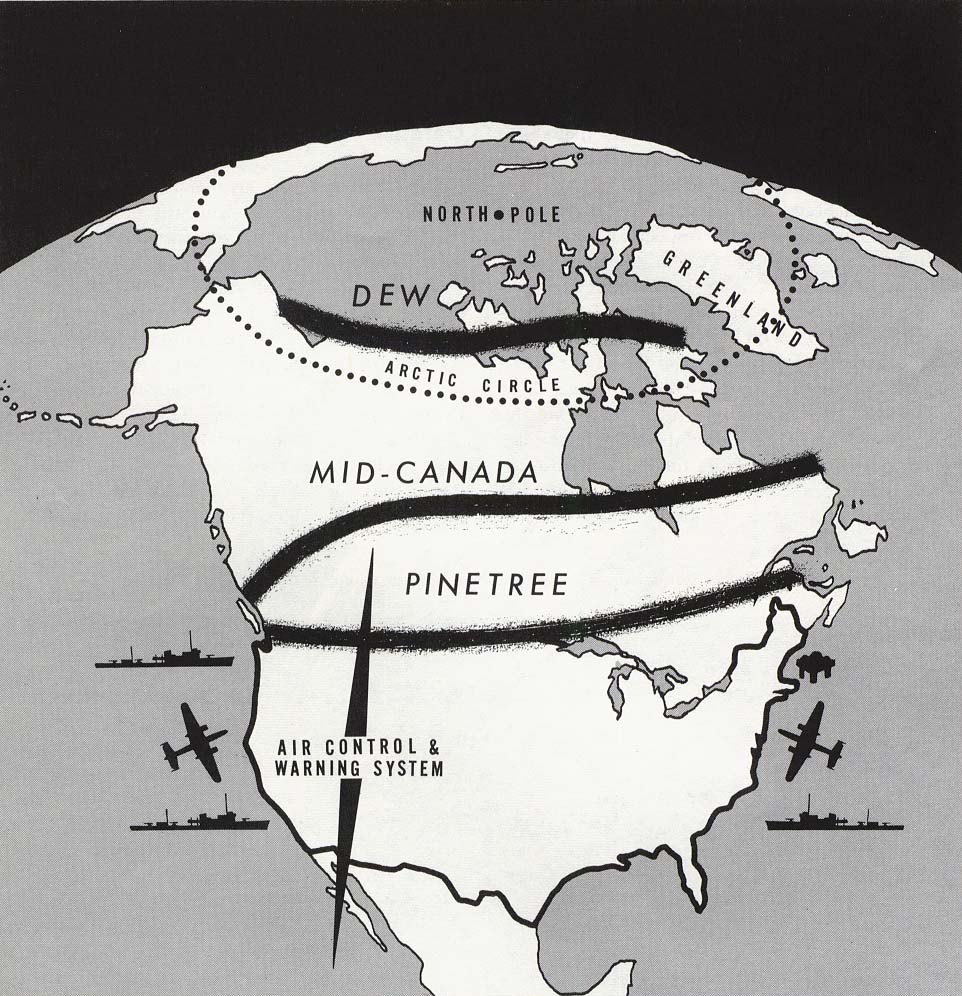
Przybliżona mapa trzech linii radarów: Pinetree Line, Mid-Canada Line i DEW Line

Pinetree Line była serią stacji radarowych zainstalowanych na północy (nie licząc Alaski) Stanów Zjednoczonych i na południu Kanady oraz częściowo wzdłuż wybrzeży oceanu Atlantyckiego i oceanu Spokojnego. Dowodzona przez Dowództwo Obrony Północnoamerykańskiej Przestrzeni Powietrznej i Kosmicznej. Stacje były operowane przez Siły Powietrzne Stanów Zjednoczonych (USAF) oraz Królewskie Kanadyjskie Siły Powietrzne (RCAF). Pinetree Line był pierwszym skoordynowanym systemem wykrywania bombowców i rakiet nadlatujących z ZSRR. 
Plany utworzenia sieci radarów powstały w 1946 r. w kanadyjsko-amerykańskiej Stałej Wspólnej Komisji Obrony (PJBD). Koszt projektu w latach powojennych okazał się jednak zbyt wysoki, Kanada skoncentrowała się na stacjach radarowych w Ontario i w Quebecu a USA na środkowym zachodzie i wzdłuż wschodnich wybrzeży. 
Wraz z udanymi próbami budowy bomby atomowej przez ZSRR, plany uległy znaczącej zmianie. W 1949 r. Kongres USA, w porozumieniu z Rządem Kanady zdecydował się na przyznanie 161 milionów dolarów na budowę linii radarów wzdłuż całej południowej granicy Kanady. W październiku 1950 roku rozpoczęły się prace Sił Powietrznych USA i Kanady, których rezultat został przedstawiony w styczniu 1951 roku jako 'Recommendation 51/1 for the Extension of the Continental Radar Defence System' (Rekomendacja 51/1 dla rozszerzenia kontynentalnego systemu obrony radarowej). 
System składał się z 33 głównych stacji i 6 uzupełniających. Większość z nich leżała w linii wzdłuż 53 równoleżnika na zachodzie i wzdłuż 50 równoleżnika na wschodzie. Druga linia wiodła od południowego krańca Nowej Szkocji do południowego krańca Ziemi Baffina. 22 stacje były opłacane przez USAF zarządzając tylko 14 z nich. Utrzymanie pozostałych 11 stacji było opłacane przez RCAF przy jednoczesnym zarządzaniu 16 stacjami. 1 stycznia 1955 r. system został oficjalnie przekazany dowództwu RCAF, a w późniejszym czasie został wzbogacony o 10 dodatkowych stacji. Pinetree line posiadała kilka istotnych wad. Przede wszystkim wykorzystano radary pulsujące  , które nie potrafiły wykrywać obiektów znajdujących się tuż nad ziemią. Innym ważnym mankamentem było ulokowanie stacji radarowych zbyt blisko zamieszkanych obszarów, co mogło skutkować zbyt późnym ostrzeżeniem mieszkańców. 
Już w 1951 roku rozpoczęto budowę drugiej linii radarów - Mid-Canada Line opartej już na nowocześniejszych radarach dopplerowskich, dwa lata później rozpoczęto budowę sieci radarów na dalekiej północy Kanady, znanej jako DEW Line. Obie linie były wysunięte dalej na północ przez co zmniejszyły przydatność Pinetree Line. System został stopniowo zmniejszany, aczkolwiek do późnych lat 80 XX wieku wciąż działało kilka stacji, zwłaszcza na wschodnim  i zachodnim wybrzeżu.